# Ryukyuvliegenvanger
De ryukyuvliegenvanger (Ficedula owstoni) is een vogelsoort uit de familie van de muscicapidae (vliegenvangers). De vogel werd in 1901 door Outram Bangs als aparte soort Zanthopygia owstoni beschreven. De naam is een eerbetoon aan de verzamelaar, de amateur-vogelkundige Alan Owston. De vogel wordt vaak beschouwd als een ondersoort van de geelbrauwvliegenvanger, net als de driekleurenvliegenvanger.

## Kenmerken
De vogel is 12 tot 13,5 centimeter lang. Het mannetje is donker grijsgroen van boven met een gele wenkbrauwsteep. Ook de borst is geel, lichter geel tot vuilwit naar de buik toe. Verder heeft hij een brede witte vleugelstreep en een gele stuit. Het vrouwtje is dof gekleurd, donkergrijs van boven, lichtgrijs van onder en heeft geen wit op de vleugel.

## Verspreiding en leefgebied
De vogel is een endemische standvogel op de Ryukyu-eilanden en leeft in natuurlijk bos op hoogten tussen 100 en 200 meter boven zeeniveau.